# Raderfordij
Raderfordij je kemijski element atomskog (rednog) broja 104 i atomske mase 267,12. U periodnom sustavu elemenata predstavlja ga simbol Rf.
Raderfordij (u hrvatskoj literaturi također i pod rutherfordij, neslužbeno u hrvatskom jeziku nazivan kurčatovij, a korišteno je i generičko ime unnilkvadij) dobio je svoje ime po novozelandskom fizičaru Ernestu Rutherfordu.
IHJJ predlaže pisanje ime ovog elementa u obliku raderfordij, zbog hrvatske jezične tradicije.
Element je dobiven bombardiranjem mete Cf-249 ionima O-18. Otkrila ga je skupina sovjetskih znanstvenika (predvođenih Georgijem Nikolajevičem Flerovim i Jurijem Colakovičem Oganesijanom), te ga je u čast Igora Vasiljeviča Kurčatova nazvala kurčatovij.
Američki su istraživači, koji su drugi njegov izotop otkrili 5 godina kasnije, predložili ime rutherfordij. IUPAC (International Union of Pure and Applied Chemistry) je predlagao ime dubnij prema mjestu prvoga otkrića. Nakon dugogodišnjih rasprava, IUPAC je 1997. ovom elementu dodijelio današnje ime, dok je u čast otkrivačâ ovoga i mnogih drugih elemenata, sovjetskih (kasnije ruskih) znanstvenika iz Dubne, ime dubnij dano susjednomu elementu.

## Vanjske poveznice
- RUTHERFORDIJ, Rf  Arhivirana inačica izvorne stranice od 25. rujna 2006. (Wayback Machine)